# Cephennium laticolle
Cephennium laticolle är en skalbaggsart som beskrevs av Aubé 1842. Cephennium laticolle ingår i släktet Cephennium, och familjen glattbaggar. Arten har ej påträffats i Sverige.